# Sílex ediciones
Sílex ediciones es una editorial española fundada en Madrid en 1972 por Eleonor Domínguez.
Dedicada en sus orígenes a la edición de libros de Arte, amplió su catálogo en diversas líneas dentro del campo de las humanidades, como la Historia o la Museología.
Dirigida por Ramiro Domínguez, a finales del siglo XX y principios del siglo XXI se ha manifestado como una activa editorial en el campo de la Historia, prestando gran atención tanto al campo de la divulgación como al mundo universitario.